# Forge du Greux
La forge du Greux se trouve à Urzy dans le département de la Nièvre, en France.

## Historique
La forge du Greux est fondée en 1509 dans la commune d'Urzy.
En 1752, elle est acquise par Pierre Babaud de la Chaussade et intégrée dans son empire industriel nivernais.
Elle produit principalement des gros clous de 32 à 65 cm et des ancres pour la construction navale.
Les ouvriers sont logés dans des bâtiments placés au bas de la butte, à côté du bief.
En 1781, la forge est vendue au roi, avant d'être confisquée sous la Révolution pour les besoins de la Marine.
Tout à la fin du XIXe siècle, elle quitte le domaine de l'État à la suite de la centralisation des productions à Guérigny. Elle devient alors un moulin à farine, puis transformée en minoterie par la famille Barreau.
L'usine cesse son activité vers 1970.
Elle fait l'objet d'une inscription à l'inventaire des monuments historiques.